# Lukáš Krbeček
Lukáš Krbeček (* 27. října 1985, Cheb) je český fotbalový brankář, od července 2014 hráč 1. FK Příbram. Od jara 2016 hostuje v MFK Vítkovice.

## Klubová kariéra
Svoji fotbalovou kariéru začal v TJ Agro Cheb, odkud přestoupil ještě jako dorostenec nejprve do Zlína a posléze do Teplic a Plzně. V týmu se postupně propracoval do prvního mužstva. V něm ale nastupoval sporadicky a hrál spíše za B-tým nebo hostoval v jiných klubech. V letech 2008-2010 v Příbrami, na jarě 2011 ve Zbrojovce Brno, v sezoně 2011-2012 v Baníku Ostrava, podzimní část ročníku 2012/2013 v Chomutově, na jaře téhož ročníku v FK Bohemians Praha. Před sezonou 2013/14 odešel na hostování do Baníku Sokolov. V červenci 2014 Plzeň definitivně opustil a vrátil se na přestup do Příbrami, kde se sešel se svým dvojčetem Tomášem.
8. července 2010 nastoupil v dresu Plzně k historicky prvnímu zápasu Českého Superpoháru, který sehrávají mistr ligy a vítěz národního poháru uplynulého ročníku.